# Симмс, Уильям Гилмор
Уильям Гилмор Симмс (англ. William Gilmore Simms; 17 апреля 1806, Чарлстон, Южная Каролина — 11 июня 1870, там же) — американский писатель-романист, поэт, публицист и историк американского Юга. Его произведения имели большую популярность в 19 веке, на то время его вместе с Эдгаром По считали лучшим романистом США всех времен.
В американском литературоведении он считается самым заметным писателем среди авторов «южной литературы» в период до Гражданской войны в США.
Он также известен решительной поддержкой рабства в США и интенсивной критикой романа «Хижина дяди Тома» Бичер-Стоу, в ответ на который он написал много критических отзывов и роман, который оправдывает рабовладение.
Наиболее известный роман «Партизан» написан в 1835 году.
На русском языке произведения У. Г. Симмса публикуются с 1847 года. В СССР большим тиражом публиковался рассказ «Грейлинг, или Убийство обнаруживается».

## Публикации
- Monody, on the Death of Gen. Charles Cotesworth Pinckney (1825)
- Lyrical and Other Poems (1827)
- Tile Vision of Cortes, Cain, and Other Poems (1829)
- The Tricolor, or Three Days of Blood in Paris (1830)
- Atalantis, a Tale of the Sea (1832).
- Martin Faber, the Story of a Criminal (1833)
- The Yemassee (1835)
- The Partisan (1835) - «Партизан»
- Pelayo: a Story of the Goth (1838)
- Mellichampe (1836)
- Richard Hurdis; or, the Avenger of Blood. A Tale of Alabama (1838)
- Border Beagles: A Tale of Mississippi (1840)
- The Kinsmen (1841)
- Grayling; or "Murder Will Out" (1841) - «Грейлинг, или Убийство обнаруживается»
- History of South Carolina (1842)
- The Lily and the Totem, or, The Huguenots in Florida (1850)
- Katharine Walton (1851)
- The Tennessean's Story (1852)
- The Golden Christmas (1852)
- Vasconselos (1853)
- Southward Ho! A Spell of Sunshine (1854)
- Woodcraft (1854)
- The Forayers (1855)
- Eutaw (1856)
- The Cassique of Kiawah (1859)
- Simm's poems: Areytos Songs and Ballads of the South (1860)
- A City Laid Waste: The Capture, Sack, and Destruction of the City of Columbia (1865)
- Joscelyn (1867)

## Ссылки

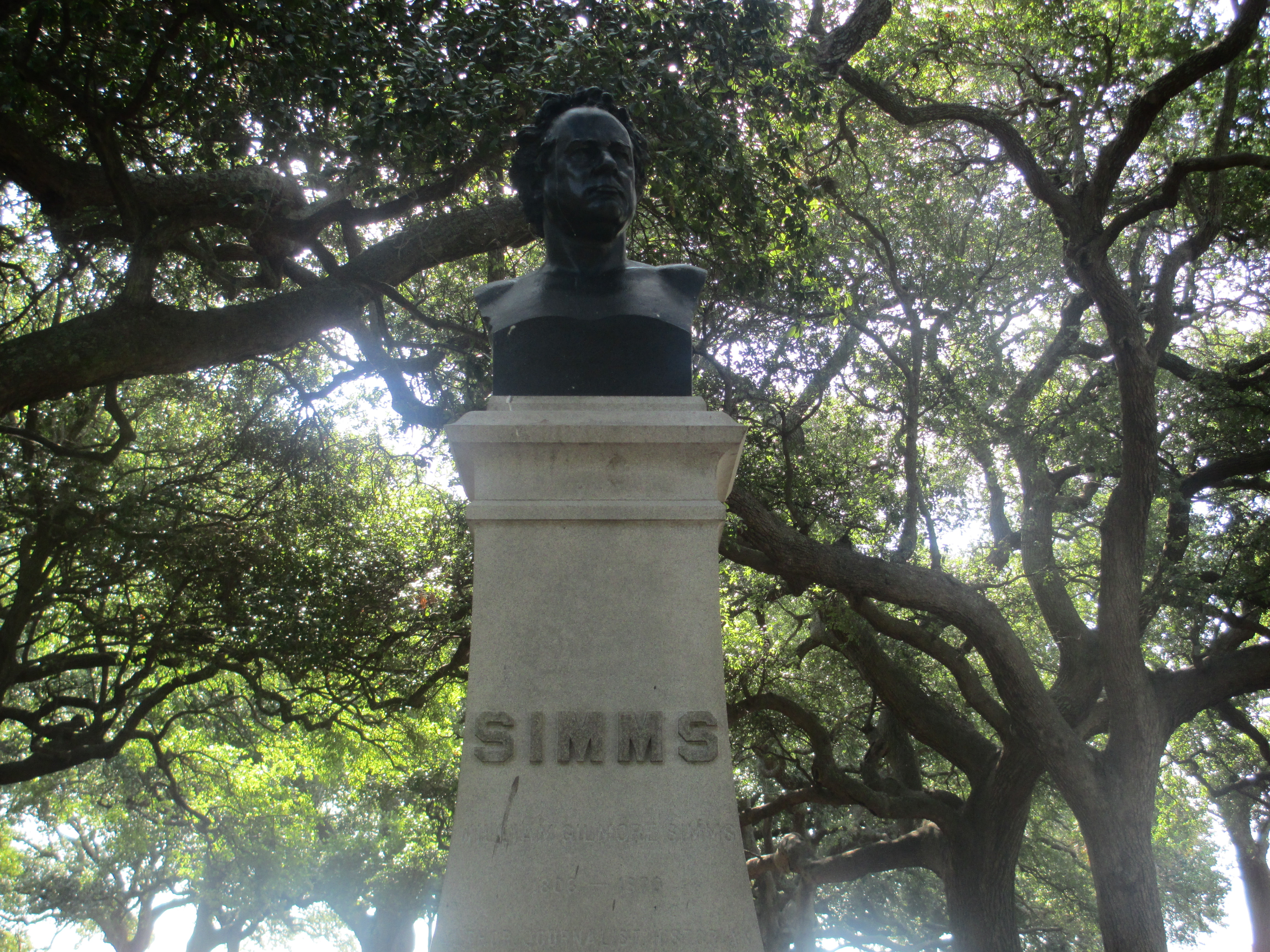
Памятник Уильяму Гилмору Симмсу в Чарлстоне